# 阿迪·商羯罗
阿迪·商羯罗（羅馬化：Ādi Śaṅkara, Ādi Śaṅkarācārya），古印度哲学家、宗教改革家、吠檀多派的代表人物、不二论的創立者。阿迪·商羯羅吸收了佛教及耆那教的部份教义，並且对婆罗门教进行改革，现代意义上的印度教由此诞生。

## 簡介
商羯羅屬於南布迪里婆羅門種姓，是印度著名的哲學家。商羯羅曾篤信佛法，研究過中觀派佛學，並且受到佛教很大影響。但因為對「無我」這種理論不能認同，認為「無我為異端，失去了輪迴與業報的主體」，又回歸了婆羅門教，並四處向佛教徒辯論，撼動了大多數的高僧大德。
商羯羅努力使印度佛教信奉者及耆那教信奉者改信正統的達摩宗教，並且去除了婆羅門教的部份陳舊教義（如婆羅門至上論及對於婆羅嘉摩神的信仰）丶創立了印度教和把佛教神話中的一些人物吸納至印度教神話等等，商羯羅可說是滅佛教第一人，但商羯羅對釋迦牟尼佛本人並沒有甚麼惡感，導致後來印度教不少信奉者將釋迦牟尼佛視為毘濕努用以引誘阿修羅遠離吠陀的化身。
大乘佛教稱其為商羯羅阿闍梨，並且視之為崇信大梵天王的外教的代表人物之一，《宗義寶鬘》將其所屬的派別歸類為外道六師之一，密乘佛教則聲稱商羯羅阿闍梨耶在投生為另一人之後，因無法在辯論中戰勝佛教徒一事而選擇皈依佛教，也有説法聲稱商羯羅的相關事蹟是菩薩所示現出來的，用意是教化外教徒。

## 生平

### 早年
據傳商羯羅出生於位於印度南部地區一個被稱為卡拉迪（Kaladi）的村莊內。年輕時在印度中北部地區遇上了婆羅門教古魯兼印度教開創者戈文達·巴格瓦帕達並拜他為師。後者被後世的人認為是舍沙所投生而為的。

### 生活
很多傳記對他去過的地方、 他遇到的人、與誰辯論以及他生活的許多其他細節的描述各不相同。大部份傳記都提到商羯羅與戈溫德帕達（Govindapada）一起研究《吠陀經》、奧義書及《梵天經》，商羯羅在年輕時跟隨其導師學習時寫了幾部重要著作。商羯羅正是與他的師父戈文達一起向高達帕迪亞·卡里卡（Gaudapadiya Karika）學習的，因為戈文達本人也曾經接受過高達帕迪亞所給予的教誨。大多數人也提到發生在沙斯特拉塔（Shastrartha）與屬於婆羅門教教內的前彌曼差派的專家（即 Kumarila 和 Prabhakara）、Mandana及各種佛教徒的會面（這是印度公開哲學辯論的傳統，有很多人參加，有時還有皇室成員） 。此後，關於商羯羅的傳記差異很大。對他一生的不同且廣泛不一致的描述，包括不同的旅程、朝聖、公開辯論、插入yantras 和 lingas，以及在印度北部、東部、西部和南部建造寺院。

### 辯論
雖然細節和年代順序各不相同，但大多數垩人傳記都將商羯羅描述為從印度古吉拉特邦到孟加拉廣泛旅遊，並且與古印度宗教當中的不同正統流派及佛教徒、耆那教徒、阿羅漢特派、索加塔派及查瓦卡斯派等外道參與公開的哲學辯論。

### 去世
根據與坎吉寺院有關的傳記，阿迪·商羯羅在坎吉去世。根據受到斯林格里馬乎派所支持的其他垩人傳記，阿迪·商羯羅在位於印度北部北阿坎德邦的凱達爾納特去世，這是喜馬拉雅山的印度教朝聖地。文獻宣稱他的弟子們最後一次見到他是在克達爾納特寺廟後面，當時他正在喜馬拉雅山行走，直到失踪。一些文獻將他的去世地點定位為其他地點，如甘吉布勒姆（泰米爾納德邦）或位於喀拉拉邦的某個地方。

### 紀念
印度共和國時任首揆納倫德拉·莫迪於2019年11月5日為一座由綠泥石片岩所構成的重達三十五噸的十二英尺高的雕刻了阿迪·商羯羅的形象的雕像揭幕。
2021年9月21日，一尊一百零八英尺高的雕刻了阿迪·商羯羅的形象的雕像在中央邦 Omkareshwar寺廟附近被揭幕 以紀念他的一生及其工作。

## 哲學思想
當時曾經流行壞滅論者諸法皆空、一切無我這些思想，商羯罗極力抵制，他认為上梵（與僅作為在婆羅門教神話中梵天神造創萬物時所依賴的原理 下梵 不同）是萬物的本源，世间万物都是因上梵而产生的，而上梵并不依赖其他事物。他认为至高梵是一种絕對的、永恒的意识。不同於具有屬性的有德梵，無德梵不具有任何差異性及属性，它既是主體，也是客體，而且遍及整個宇㣙及一切事物。商羯罗认为上梵是所有事物的終極源頭，而解脫就是完全理解上梵与命梵我是同一的，從而明白自己是與上梵為一的梵我。商羯罗也屏斥佛教關於輪迴的見解，認為佛教教義當中根本沒有真正的輪迴主體，這樣説不通，事實上部派佛教教內不少教派也曾就此一問題發生多次爭論，現今不少佛學家已就此一問題作出回應。一些宗教學家認為商羯罗是使印傳佛教在印度陷入劣勢並分裂為顯乘佛教及密乘佛教的關鍵性人物。
不過，商羯罗的一些观点和做法被認為是來自大乘佛教教內的中觀派（如摩耶論和建造僧團寺院）傳承的。耶摩那（YAmuna，918-1038年）曾經表示他認為陳那是“公開的佛教徒”（prakata Saugata），商羯羅則是“假面的佛教徒”。這一説法目前在學術界仍有很大的爭議性。
亣乘佛教的一些信奉者宣稱，商羯羅曾經宣稱在佛教教義中的空性之上還有更高等的更高梵（Higher Brahman），其用意是貶低佛教的地位。亣乘佛教的這些信奉者聲稱商羯羅所使用的論證方式是「可笑的稻草人論證與循環論證」，但這一説法被認為嚴重扭曲了商羯羅所持有的觀點。

## 理念及實踐
根據中村元所提出的說法，商羯羅並不是一個原創的思想家，而是將以前的哲學家的著作系統化。商羯羅的著作的中心主題是關於梵我（Ātman）和上梵身份的知識。命梵我（個體的靈魂）透過理解何謂梵我及上梵得以在今生解脱。

### 系統化不二論
根據中村所提出的説法，比較後彌曼差派的已有思想及商羯羅的思想表明商羯羅的思想的大部分特徵“在商羯羅出生之前就有人提倡”。商羯羅“是整合了以前生活於他出生之前的時期不二論思想”。根據中村所提出的説法，佛教對後彌曼差派的影響愈來愈大，在高阿帕達的作品中達到頂峯，商羯羅在這些作品中賦予了佛教元素 一些吠檀多派的特徵，綜合和振興不二論思想。

### 解脱──關於上梵的解放性知識
商羯羅著作的中心主題是關於命梵我（jivatman, 作為個體的自我）的真實身份的解決性知識，即梵我-上梵（Ātman-Brahman）。商羯羅的主要關注點之一是確立奧義書作爲一種獨立的知識手段的地位，超越了對於以儀式爲導向的《吠陀經》的彌曼差派式解讀。
根據商羯羅所提出的説法，只有一個不會改變的實體（上梵）才是真實的，而會改變的實體沒有絕對的存在性。商羯羅的主要目的是解釋如何透過認識到命梵我的真實身份就是梵我-上梵 從而在今生得以解脱，正如〈摩訶婆迦〉，特別是 Tat Tvam Asi ，所表明的那樣：「你是。」（That you are.） 對命梵我及梵我-上梵的正確認識是上梵的成就，即不朽，並且導致眾生從痛苦及輪迴中解脱。
商羯羅對此作了如下陳述：
我超越了名字、形式和行爲。
我的天性永遠是自由的！
我是自己──至尊的及不受限的上梵。

我是純粹的覺知，總是非二元的。——阿迪·商羯羅，《烏帕德薩夏斯里》第十一章第七節

### 普拉瑪納斯──認識的手段
商羯羅明白到了何謂認識的手段，但他的主要關注點是悊學及救贖學，他認為普拉瑪納斯是理所當然的，這就是認識論，或者説是“獲取知識的手段，使人獲得可靠知識的推理方法”。前葉田·馬耶達（Sengaku Mayeda）聲稱：「在他的著作中沒有任何地方 … 對它們進行過系統性的描述，」商羯羅認爲梵我-上梵是不證自明的（svapramanaka）和自存的（svatahsiddha），「探究認識的手段對達成最後的解脫毫無用處。」馬耶達注意到商羯羅所提出的論點是“驚人的唯實論而非唯心論”，認爲智者是基於現存的事物（vastutantra），而「不是基於吠達戒律（codanatantra），也不是基於人（purusatantra）」。

#### 論理與啟示
在1927年，施切爾巴茨基（Stcherbatsky）指責商羯羅要求印傳佛教教內的勝義皆空派使用論理，而他自己則訴諸啟示作爲知識的來源。辛賈爾（Sircar）在 1933 年提出了一個不同的觀點，他聲稱：「商羯羅從唯心論論理的立場認識到對立和自我異化法則的價值；因此他有可能將表象與現實結合起來。」
最近的學術研究指出，商羯羅所提出的關於啟示的論點是建基於apta vacana（梵語：आप्तवचन，智者的諺語，依靠文字、 過去或現在可靠專家的證詞）的。這是 他和不二論 的認識論基礎的一部分。不二論傳統認為這種證詞在認識論上是有效的，斷言一個人需要知道許多事實，而在有限的時間和精力下，他只能直接了解這些事實和真相的一小部分。商羯羅認為《吠陀經》及奧義書中的教義是 apta vacana 和有效的知識來源。他在他的文本 Upadeshasahasri 中提出了師徒關係對結合論理及啟示以達成 解脱 的重要性。阿南塔南德·蘭巴坎（Anantanand Rambachan）和其他人指出商羯羅並不完全依賴於《吠陀經》的陳述，而且使用了一系列的論理方法和推理方法及認識的其他手段。

#### 《吠陀經》的次要權威性
阿南塔南德·蘭巴坎 (Anantanand Rambachan)在抨擊商羯羅所持有的觀點之前，聲稱這種觀點把聖典（如《吠陀經》）視為需要得到直觀知識的確認的文獻，從而削弱了其權威性。

#### 瑜伽和冥想練習
商羯羅認爲在瑜伽中所達致的心靈的純淨及穩定的狀態有助於獲得解脫性知識，但這種瑜伽的心靈狀態本身並不能產生這種知識。對商羯羅來説，上梵的知識只能來自對奧義書思想的探究。練習瑜伽在商羯羅所給予的教誨中被鼓勵，包括像帕坦伽利的體系中那樣將意識從感官對象中抽離，但它並不是完全的思想壓制，相反，它是一種「從特殊性中抽離出來並趨同於普遍性的冥想練習，導致將自己視爲最普遍性的沉思，即意識」。

#### 薩曼瓦亞特塔帕里亞林加
商羯羅告誡人們不要從《吠陀經》中斷章取義地挑選短語或詩句，並且在他的著《梵天經詮》的開篇中評論道，任何論文的Anvaya （主題或主旨）只有在關注Samanvayat Tatparya Linga的情況下才能被正確理解，即所考慮文本的六個特徵：（1） Upakrama（介紹性陳述）和Upasamhara （結論）中的共同點；(2) Abhyasa（重複性訊息）；(3) Apurvata（獨特的主張或新穎性）；(4) Phala（果實或結果）；（5）Arthavada（解釋意義、讚揚點）和（6）Yukti（能被驗證的推理） 儘管這種方法論源自尼亞亞派（Nyaya）的理論著作，不過商卡拉用他獨特的解經方法（稱為Anvaya-Vyatireka）鞏固並應用了它，該方法論指出，為了正確地理解，人們必須「僅接受那些與所有特徵相容」和「排除與任何特徵不相容的含義」 。

### 〈摩訶婆伽〉──   梵我及上梵 的身份
解脱（Moksha）即從痛苦及輪迴中逃脱並獲得永生，是透過脫離身心複合體並獲得本質上對於梵我的自我知識，以及獲得關於梵我和上梵身份的知識來實現的。根據商羯羅所提出的説法，作為個體的梵我與上梵在現實的經驗層面上似乎有所不同，但這種差異只是一種幻覺，在現實的最高層面上，它們實際上是相同的。

#### 〈摩訶婆伽〉
根據商羯羅所提出的説法，大量的奧義書相關陳述揭示了梵我及上梵的身份。在吠檀多派的不二論傳統中，與其他陳述相比，其中四個陳述，即〈摩訶婆迦〉，按字面意思理解，在揭示這一身份的方面具有特殊的重要性。

#### 你是
商羯羅的著作《烏帕德沙斯里》（Upadesasahasri）最長的一章 第十八章 宣稱“那是你”，致力於思考關於“我是永遠自由的」、「存在者（sat ）」的洞察力，以及在《摩訶瓦基亞》 Chandogya Upanishad 6.8.7中表達的身份。（偉大的句子） “ tat tvam asi ” ──「你是」。

#### 〈摩訶婆迦〉式禪修
在Upadesasahasri Shankara中，商羯羅在對於冥想奧義書mahavyaka的必要性這一問題上的態度是矛盾的。他表示他認為“正確的知識在聽到的那一刻出現”，並且拒絕prasamcaksa或prasamkhyana冥想，即對句子含義的冥想，並且在Up.II.3中積倡parisamkhyana，把梵我從不是梵我的一切中區分出來，即感知對象及感官，以及與它們有關的愉快的和不愉快的事物和功德和過失。然而，商羯羅最後宣稱只有梵我存在，並且聲稱：「奧義書中所有關於梵我非二元性的句子都應該被充分思考，應該被思考。」正如 Mayeda所説：「它們 [ prasamcaksa或prasamkhyana與parisamkhyana ] 之間有何不同尚未清楚。」

#### 抨擊儀式主義
商羯羅在他的著作《烏帕德沙斯里》中表示他不鼓勵儀式性崇拜，例如向提婆（Deva）獻祭，因為這是在假定內在的自我與上梵不同</ref>。商羯羅斷言「關於差異性的學説」是錯誤的，因為「那知道上梵是一者而他是另一者的人，並不了解上梵」。

### 伊斯瓦拉
商羯羅雖然由於其不二論立場而拒絕承認經驗現實的真實性，但仍然賦予其宇㣙性價值，因為它與伊斯瓦拉（Īśvara）相同。他有時模糊了伊斯瓦拉與上梵之間的區別，對兩者使用了各種各樣的術語。然而，他通常將與宇㣙及其屬性有關的伊斯瓦拉與絕對的非二元性 上梵 區分開來。商羯羅從奧義書中汲取靈感，將伊斯瓦拉視為宇宙的物質和智慧原因，通過摩耶（Maya, 有錯覺及幻覺等多種不同的意見）的力量散發出來，從而使宇㣙具有感知力和自我意識。在對《曼杜基亞奧義書》的詮釋中，商羯羅將宇㣙的未顯化狀態比喻為處於深層無夢的㝢㣙性狀態（deep dreamless cosmic state）中的伊斯瓦拉。

## 被指控為假面的佛教徒
羅摩努闍（RAmAnuja，1017-1137）聲稱商羯羅的思想幾乎是印傳佛教教內的瑜伽行唯識派論師陳那的思想，並且聲稱商羯羅是“以吠陀教遮面的假面的佛教徒”（VedavAdacchadmapracchanna-Bauddha）。
筏羅婆（Vallabha，1473-1531年）聲稱摩耶論是“中觀論的變體”。
十六世紀數論派（Samkhya）人士識比丘（Vijnanabhiksu）以其所創立的摩耶論（即幻論）與龍樹所在的教派的思想相一致一事為由，聲稱商羯羅可能是一個「假面的佛教徒」（Crypto-Buddhist）。
然而，也有觀點認為商羯羅雖然受佛教教義影響，但是把他稱為「假面的佛教徒」仍然不太妥當，原因是其思想仍以梵我論和源神論為核心，與佛教所認可的無我論和非有神論形成強烈對比。
金剛乘佛教
的一些信奉者所提出的説法聲稱商羯羅阿闍梨吸收了印傳佛教及耆那教的部份教義，並且曾經數次請大自在天等天眾來教導他如何與印傳佛教論師吉祥法稱爭辯，但商羯羅阿闍梨每一次都被吉祥法稱打敗，於是他每一次都自盡並投胎回來以再次參與論辯，在最後一次被吉祥法稱打敗了之後，商羯羅阿闍梨按照約定皈依佛教，成為了一個優婆塞並供養居住在當地的佛教僧侶和建造佛寺。然而，有意見認為法稱是生存於公元七世紀的人物，而阿迪·商羯羅在其去世約一百多年後才出生，而且其內容對印度的很多風俗及相關歷史事件的描述有誤，故此該説法是錯誤的，由於相關傳説帶有濃厚的神話色彩，因此它可能是藏傳佛教的信奉者所編造出來的故事，但尚未能夠得知其創作時間為何。
另一方面，新興宗教聃教創立者葉金山教主聲稱商羯羅曾經在公開論辯中駁斥了印傳佛教典籍《大悲經》所提出的一些説法，因而在一日之間將印傳佛教完全趕出印度，但有意見認為目前沒有任何證據顯示《大悲經》曾經在這些論辯中被提及或其內容為商羯羅所了解，而且《大悲經》並不受到所有佛教徒的推崇，故此該説法極有可能不是正確的。此外，印傳佛教並不是在商羯羅在世時期迅速消亡的。事實上，印傳佛教是因受到印度教及伊斯兰教的夹击一事而在十三世紀初逐漸消亡的。
關於商羯羅究竟在多大程度上受到佛教教義的影響這個問題至今仍是學術界爭論的話題之一。

## 抨擊部派佛教及亣乘佛教的教義
商羯羅對部派佛教教內的毘婆沙派及亣乘佛教教內的虛妄唯心派所提出的主要論點提出了一系列批駁意見。

### 對剎那生滅論、十二因緣論及五蘊論的批駁
毘婆沙派認為極微是實有的，萬物皆由極微所構成，但它們只會存在剎那之久，當一個物體（包括眾生）消失時，另一個物體便會馬上取而替之，故此每一個物體皆源自於之前存在的物體的滅盡，但商羯罗認為事物不可能來自於滅盡，否則事物之間便會缺乏因果關係，此外，如果剎那生滅論是正確的，那麼就沒有理由假設草生自於腐爛的種子 而非腐壞的牛奶或野兔的耳朵，之所以草必定生自於腐爛的種子，是因為種子尚未腐爛的部份使得草生長起來，而不是種子腐爛這一情況導致草能夠生長，商羯罗亦認為剎那生滅論無法解釋連續的記憶存在這一情況；商羯罗亦批駁了十二因緣論，他認為這個理論只能解釋十二因緣當中的每一個因緣來自於何處，卻不能解釋整個因緣鏈是從何而來的，而且由於佛教不認為有常住不變的自我存在，因此商羯罗認為佛教無法解答為何有些生靈會進入天庭而有些生靈會進入地府這一問題，因為如果欲望是輪迴的唯一動力，那麼所有生靈都理應不會墜入畜生道或地府道，而如果沒有任何原因，那麼一個生靈可能會在這一刻成為大象，而在下一刻成為提婆。商羯羅亦認為五蘊論無法解答為何五蘊會聚集成普羅這一問題，故此他認為必定有一位創世主使這一切發生。

#### 反駁意見
商羯羅在批駁剎那生滅論時運用了果在因中論的論點，這一理論在大乘佛教論師那嘎呵朱訥的著作《中論》中受到批駁。五蘊如何聚合而成和十二因緣的源頭是甚麼這些問題能夠分別被緣起論及無始無明論解答。至於輪迴的主體是甚麼，著名佛學家呂澂在其著作《印度佛學源流略講》中將這一情況比喻為用蠟燭的火點燃另一根蠟燭，蠟燭相續正如前世今世來世，而在其中輪迴的只有像火一樣不斷改變的靈神，每根蠟燭上的火有關聯性，但並非是同一團，可見佛教所重視的不是個體的同一性 而是相續性。剎那生滅論亦受到部派佛教教內的其他教派（如經量部）、上座部佛教及大乘佛教所批駁。

### 對三界唯心論的批駁
商羯罗在其著作《梵天經註》中對虛妄唯心派所創立的三界唯心論作出批駁，三界唯心論認為由於被感知的對象和感知本身總會一同出現，但沒有證據證明被感知的對象能夠完全獨立於感知本身存在，因此被感知的對象實際上不存在，只有感知本身存在，但商羯罗認為知識必然來自於對象，如果對象不存在，那麼不可能會有知識，被感知的對象和感知本身一同出現這一事實僅僅表明被感知的對象和感知本身在被感知和感知的情況中都是不可或缺的，而且沒有人會把柱子及牆壁等事物理解為感知 而非對象。
面對這一批駁意見，三界唯心論者反駁指如果感知來自於被感知的對象，就會出現無限倒退的情況，由於感知本身也能夠成為對象之一，如果作為對象的感知要被感知，感知本身就必須存在，因此感知本身必然是獨自存在的，就像一盞燈自行發光那樣，但商羯罗反駁指這樣的感知是不可能存在的，也是無法被理解的，就像一盞燈雖然能夠自行發光，但是如果沒有眼睛吸收它所發出的光線，這盞燈的存在性就會是沒有意義的，商羯罗聲稱感知的存在性必然意味着感知者的存在性，這就是商羯罗的哲學思想中的核心概念──獨立於其他一切事物而存在的純粹意識 梵我（Ātma） ，三界唯心論者反駁指商羯罗只是把三界唯心論論點包裝成另一種論點再拿來使用，商羯罗則反駁指三界唯心論者認為質多（識心）是短暫的及多重的，但商羯罗所説的梵我不是這樣的。

#### 關於其思想與亣乘佛教教義相似一説的爭論
同樣反對佛教的另一位吠壇多派人士巴斯卡拉（Bhāskara, 生活於公元八世紀至九世紀）認為商羯罗所提出的論點是有漏洞的，因為梵我被定義為純粹的意識，但商羯罗一方面聲稱感知不能獨立於對象而存在，另一方面卻聲稱梵我存在，所以這是自相矛盾的，巴斯卡拉更認為商羯罗在這方面所持有的觀點與三界唯心論觀點幾乎是相同的，導致他的追隨者無意中滑入亣乘佛教的立場，故此巴斯卡拉認為必須要承認有獨立的原質存在。
面對這一批駁意見，商羯罗的追隨者表示他們認為認為商羯罗並沒有否定外在世界的存在性，也不認為外在世界的變化可以被歸因於梵我，商羯罗認為外在世界只是摩耶（意思是錯覺），改變的不是上梵，上梵是永恆不變的終極實在，因此商羯罗的哲學思想與三界唯心論思想是極其不同的，商羯罗認為佛教教義本來就帶有虛無主義色彩，在他看來，這個宗教正在因其虛無主義思想而走向衰亡，佛教提出三界唯心論只是試圖力挽狂瀾，故此商羯罗對阿賴耶識論持負面看法。三界唯心論隨着亣乘佛教傳入中華後衍生出萬法唯心論，後者宣稱「萬法唯心造」，不同於三界唯心論，萬法唯心論認為所有法體都是實有的，只不過它們皆是由質多所造現出來的。
然而，值得注意的是 印傳佛教教內的瑜伽行派所創立的唯識論並沒有完全否定外在世界的存在性，而是認為外在世界與內在世界之間沒有絕對明確的分界線。唯識論強調要認識到產生感知一事涉及多種因素，包括參與二元性的主體性、原因及條件，以及超越二元性的終極現實。認識這些因素如何結合起來創造出眾生通常所感知的東西，最終的現實就會出現。覺察到某一物體是虛幻的，就像看穿了神奇的幻像，揭示了法界或存在性的基礎。與此不同，商羯罗所創立的不二論最初沒有明確解釋摩耶與上梵之間的關係，因而受到認可有神論的二元論者所質疑，後來，繼承了商羯罗的哲學思想的其他不二論者如 普拉卡薩特曼（Prakasatman） 聲稱上梵與摩耶共同構成了世界，摩耶是世界的散現，摩耶受到上梵所支撐，而上梵是世界的基礎，摩耶在經驗層面上是真實的，但在超驗層面上，只有上梵是真實的，即便如此，印度教上師維韋卡南達（Vivekananda）聲稱這並不意味着世界是虛幻的，維韋卡南達表示他認為不二論既非唯心論，亦非唯實論，而是對事實的陳述。
一些人認為不二論在他們的詮釋下實際上被扭曲為二元論，或者更加接近既有別亦有非別論（Bhedabheda, 該理論宣稱命梵我(jīvātman)與上梵既是相同的也是不同的，命梵我是上梵所分離出的一部份，就像火花是火所分離出的一部份那樣，並且宣稱現象世界是實存的 而不是虛幻的）的立場。二元論受到大乘佛教的猛烈批駁。此外，大乘佛教認為世間既不是實有的，也不是虛無的，並且分別判定不二論及二元論為斷見及常見。

## 宗教界觀點

### 批評性觀點

#### 印度教
雖然阿迪·商羯羅是印度教的創立者，但是在印度教教內許多信奉者並不認可他所創立的不二論。不少高迪亞外士那派人士認為濕婆神早已在印度教教典《蓮花往世書》中預言説一個名叫商羯羅卡里亞（Shankaracarya）的人會傳播錯誤的教義，他們聲稱阿迪·商羯羅扭曲了不二説，使人們以為三相神實際上並不存在而只是上梵所製造出來的幻象，而且聲稱他所創立的理論與善逝派思想很相似，也有一些毗濕奴派人士認為阿迪·商羯羅是由濕婆神所投生而為的，但他們聲稱濕婆神這樣做的原因是要以阿迪·商羯羅的身份散播具迷惑性的説法以誘使不值得了解吠達的人在死後墜入那落迦，他們也聲稱阿迪·商羯羅在其一生中得到了被稱為曼尼曼（Maniman ）的妖怪的幫助，得以把外道邪見散播至各地。

## 學術界觀點

### 關於其影響力的爭論

#### 傳統觀點
商羯羅在印度教教內部份教派的傳統中具有無與倫比的地位。被撰寫於十四世紀至十七世紀的典籍將他描繪成一位勝利者，他走遍印度並幫助恢復對《吠陀經》的研究。根據弗蘭克·華寧所提出的説法：「Advaita說服的印度教徒（以及其他人）在商羯羅看到了恢復印度教教義以對抗批評他們的佛教徒（及耆那教徒），並且在此過程中將佛教趕出了印度。他的教義和傳統是斯瑪塔派的核心，並且影響了斯瑪塔派的傳統。傳統將他描繪成調和各個教派（毗濕奴派、濕婆派及性力派）的人，引入了Pañcāyantana崇拜方式，同時崇拜五位神靈 - 甘尼薩、蘇里亞、毗濕奴、濕婆及提毗，認為所有神靈都只是梵的不同形式，後者是看不見的至高存在者，暗示吠壇多派高於其他全部教派。
根據科勒所提出的說法，商羯羅和他的同時期人物在了解佛教和古時吠陀教傳統方面做出了重大貢獻，然後改變了現存的思想，特別是把婆羅門教教內的後彌曼差派轉變為印度教教內的吠檀多派，使其成為印度一千多年來最重要的“精神傳統”。本尼迪克特·阿什利（Benedict Ashley）稱讚阿迪·尚卡拉（Adi Shankara）合併了印度教當中兩個看似不同的哲學概念，即梵我（Atman）和梵（Brahman）。

#### 批判性評估
不少專家質疑商羯羅在印度的早期影響力。研究佛教的專家理查·E·金（Richard E. King）表示：「雖然西方學者和印度教徒經常認為商羯羅卡里亞是印度教思想史上最有影響力和最重要的人物，但這似乎沒有歷史證據證明是合理的。」
商羯羅在吠壇多派中具有無與倫比的地位，但他對印度教知識思想的影響受到質疑。至少在十世紀時，商羯羅仍然被他同代的Maṕḍana Miśra的光芒所蓋過，直到十一世紀，在印度教、佛教或耆那教的文獻中才開始一致地提及他。商羯羅思想成為主流的趨勢在十四世紀開始形成，在他去世的幾個世紀後，當時Sringeri matha開始受到Vijayanagara帝國國王的贊助，並且將他們的效忠對象從阿加米克賽維派轉變為正統的印度教。

## 關於阿迪·商羯羅的其他觀點
一些宗教哲學研究人認為阿迪·商羯羅的哲學思想與佛教教義有相似之處，儘管阿迪·商羯羅為使婆羅門教復興一事而對佛教作出猛烈的抨擊，不過其思想與空宗及唯識宗的思想一樣帶有唯心論色彩，只是當中的一些核心概念有所不同而已，此外，他們指責阿迪·商羯羅极力维护具阶级压迫性的种姓制度。
有宗教史學研究人認為阿迪·商羯羅沒有打敗佛教，他只是借用了佛教教義來試圖促使宗教界團結在一起，至於藏傳佛教僧侶多罗那他住持的作品《印度佛教史》所提及的商羯羅阿闍利與創立了印度教的阿迪·商羯羅其實不是同一個人。